# Cốt khí củ
Cốt khí củ (danh pháp hai phần: Reynoutria japonica) là loài thảo dược thuộc họ Rau răm (Polygonaceae), được Houtt. mô tả khoa học lần đầu tiên năm 1777. Cây là loài bản địa của Đông Á gồm Nhật Bản, Trung Quốc và Triều Tiên.
Là thành viên của họ Polygonaceae, cốt khí có thân rỗng với các mắt nổi lên dễ thấy, tạo ra bề ngoài giống như đoạn thân tre nhỏ, mặc dù chúng chẳng có quan hệ họ hàng gần gì. Thân cây có thể dài tới 3–4 m trong mỗi mùa, nhưng thông thường ngắn hơn tại những nơi nó mọc hay do bị cắt bỏ. Lá hình ô van rộng bản với phần gốc tù, dài 7–14 cm và rộng 5–12 cm, mép lá nguyên. Hoa nhỏ, màu trắng hay kem, mọc thành chùm thẳng đứng dài 6–15 cm vào cuối mùa hè và đầu mùa thu.
Các loài có quan hệ gần với cây cốt khí là Fallopia sachalinensis ở đông bắc châu Á và Fallopia baldschuanica ở Trung Á.

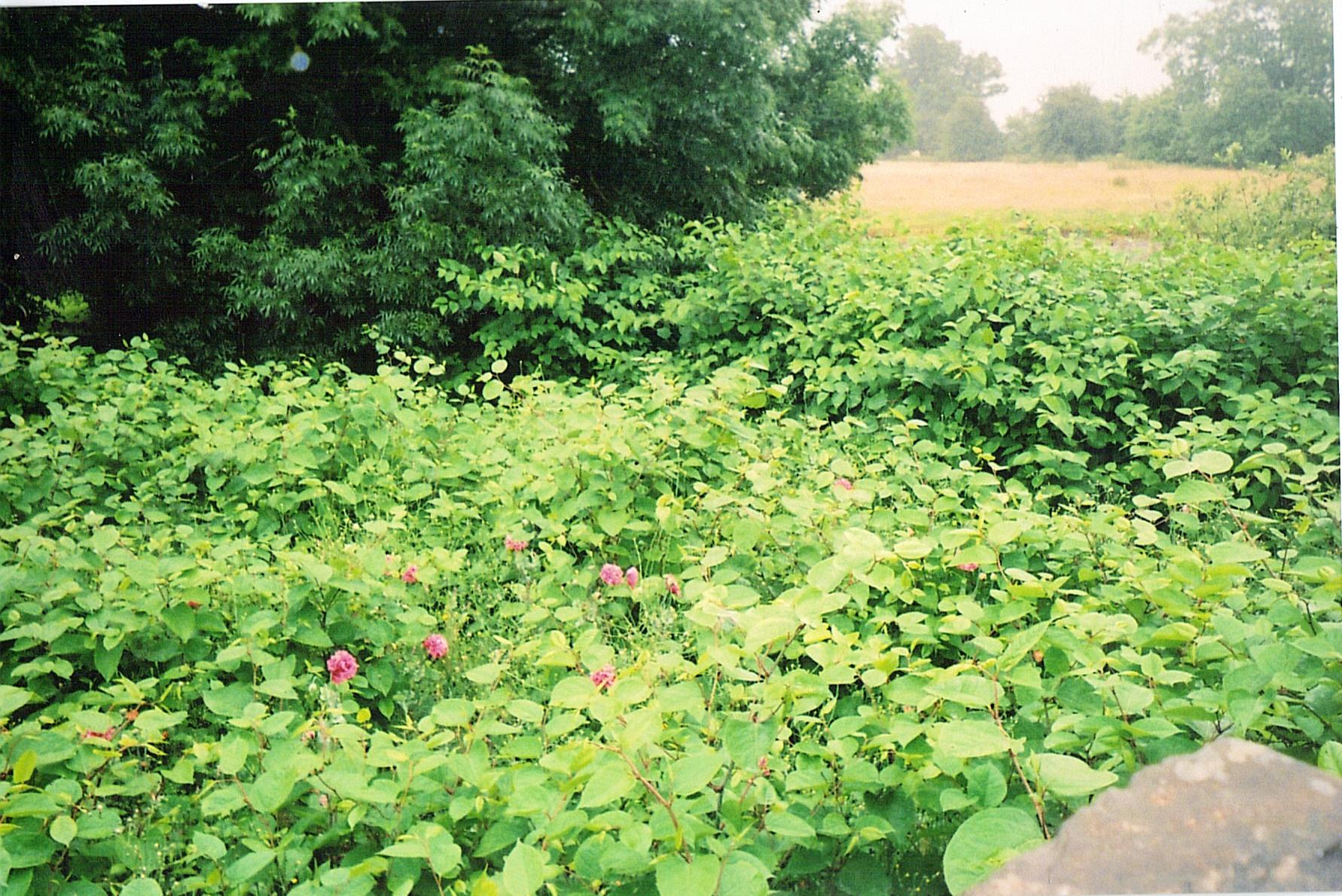
Hàng rào hoa hồng và dây cốt khí ở Caersws, Wales năm 2010

Củ cốt khí chứa hoạt chất emodin, có tác dụng nhuận tràng.

## Hình ảnh

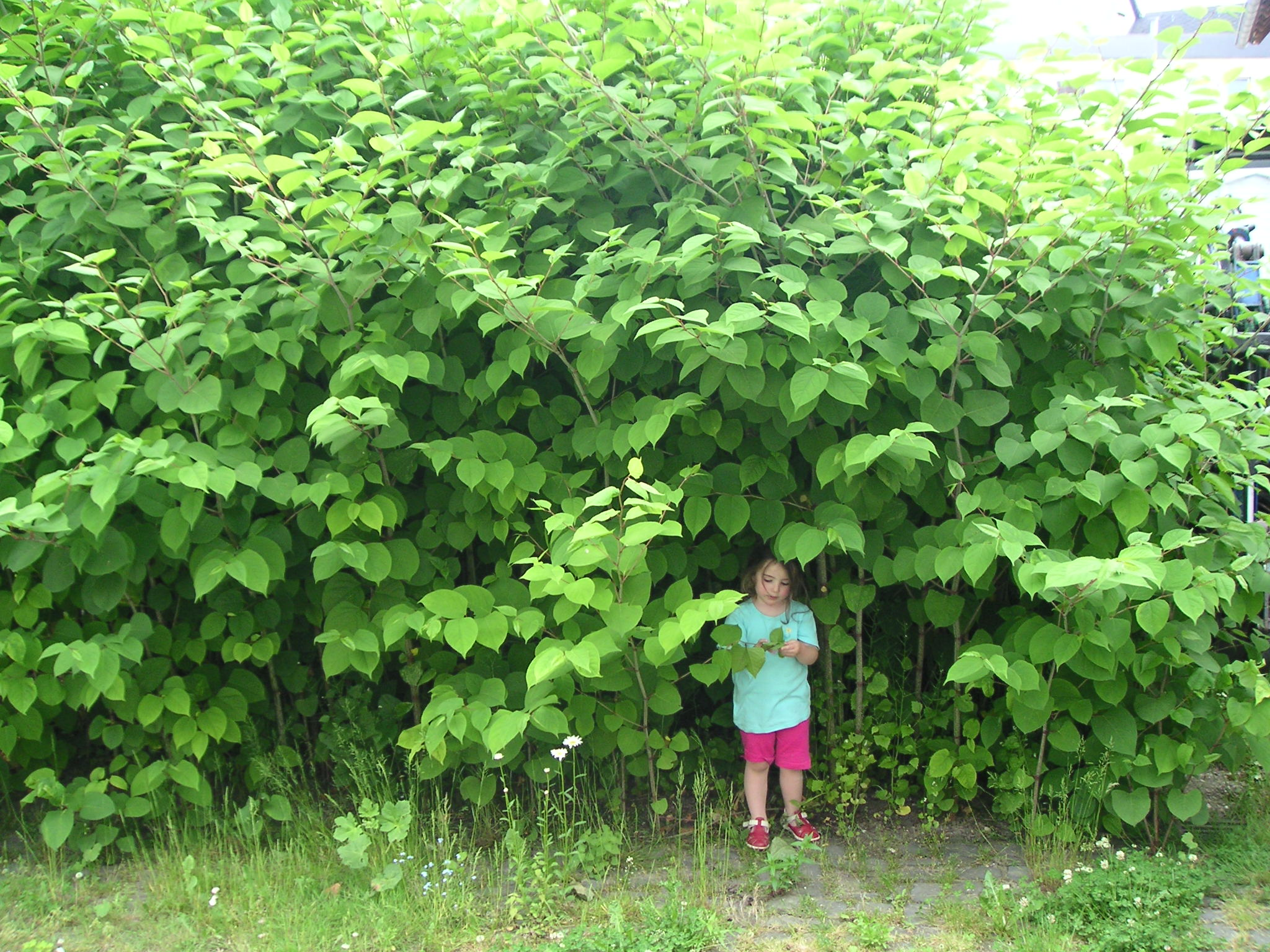
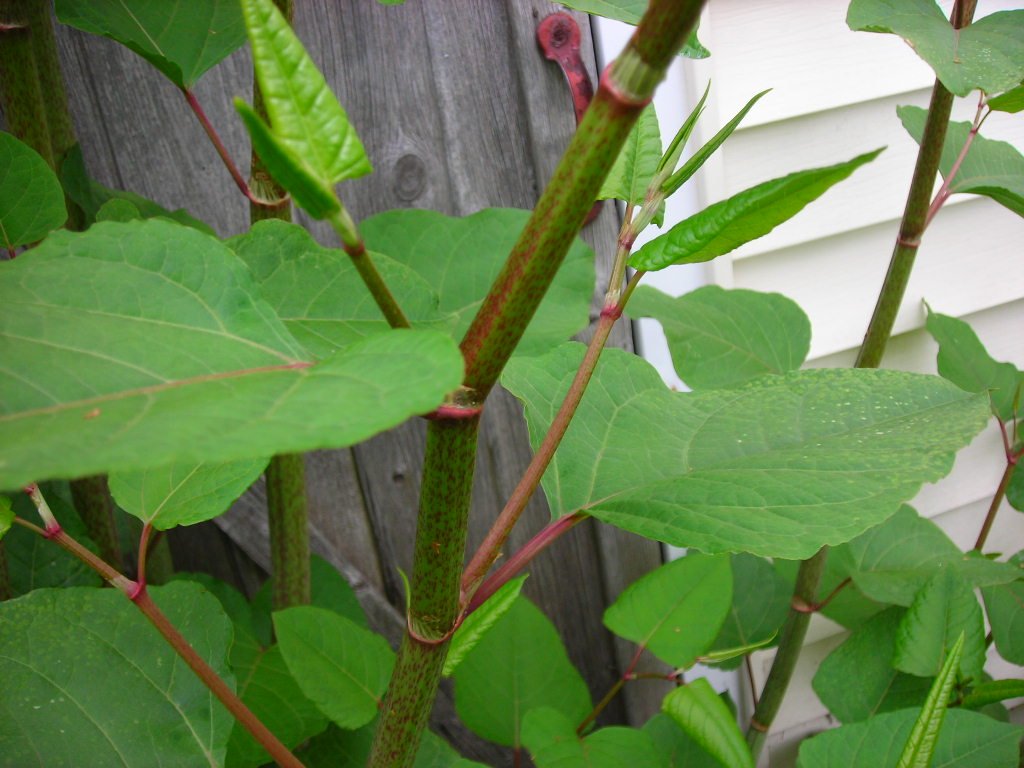
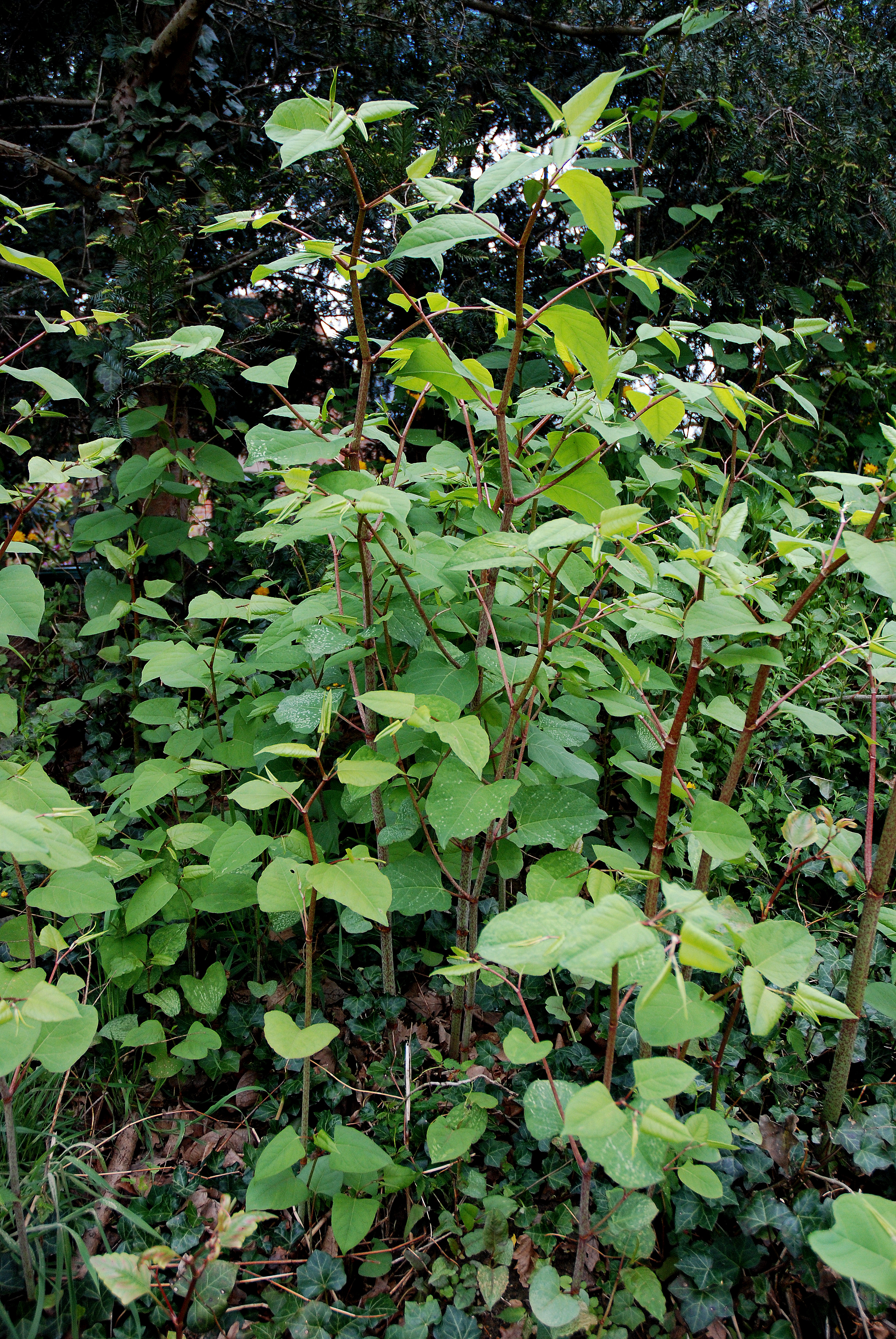
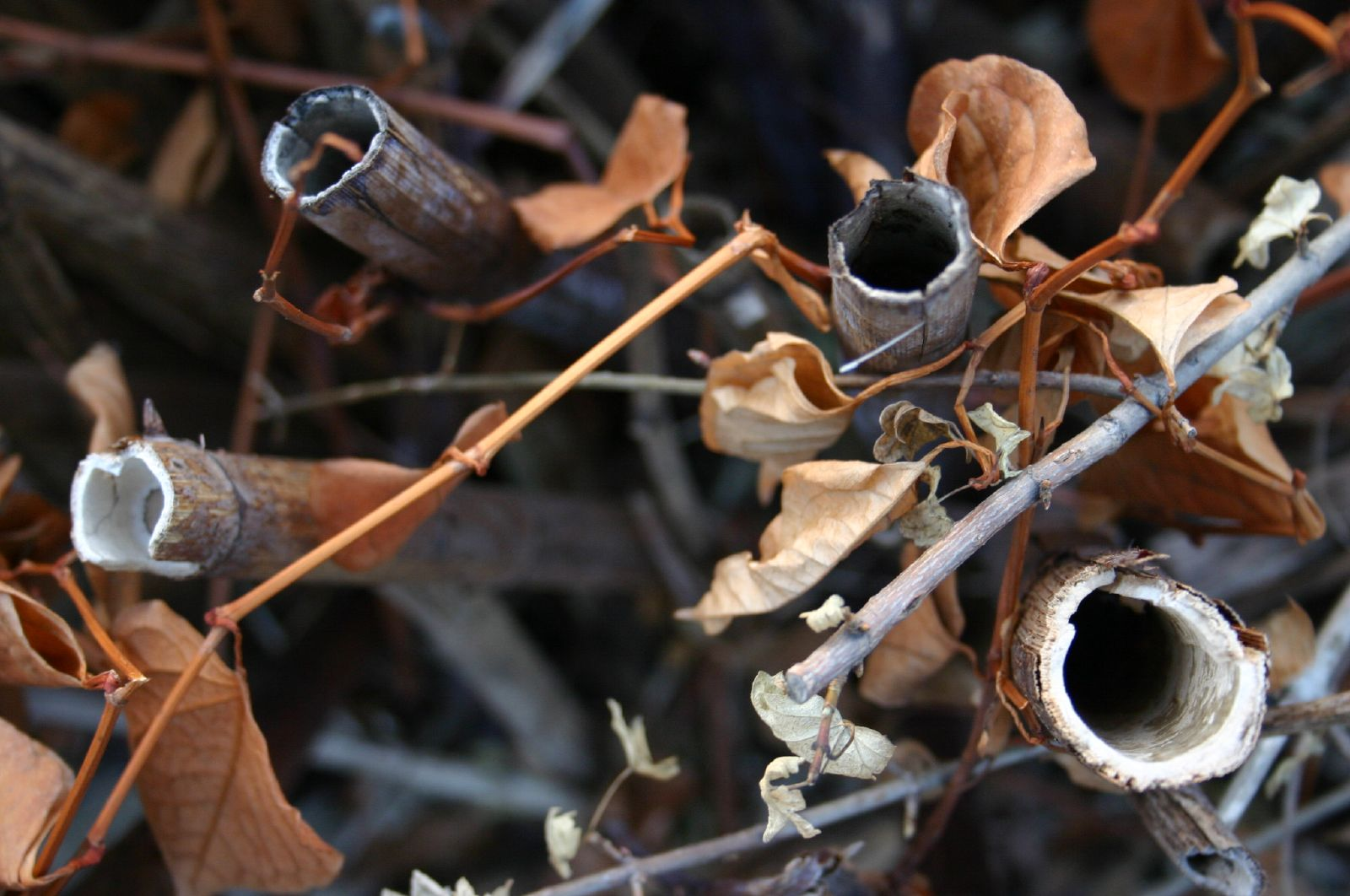